# Cristiano Ludovico di Brandeburgo-Schwedt
Cristiano Ludovico di Brandeburgo-Schwedt (Berlino, 24 maggio 1677 – Gut Malchow, 3 settembre 1734) fu un principe e militare del Brandeburgo.

## Biografia
Era figlio di Federico Guglielmo I di Brandeburgo e della seconda moglie Sofia Dorotea di Schleswig-Holstein-Sonderburg-Glücksburg.
Amante della musica, conobbe Johann Sebastian Bach durante una visita a Berlino del musicista nel 1719. Bach cercò di tenere dei concerti a Berlino nella speranza di essere sostenuto da Cristiano ma alla fine non ebbero luogo.
Tuttavia, le composizioni che il musicista desiderava far ascoltare divennero note con il nome di Concerti brandeburghesi e le loro partiture vennero ritrovate negli archivi del Brandeburgo nel XIX secolo.
Cristiano Ludovico fu governatore e ufficiale nell'esercito di Prussia. Nel 1695 divenne generale di divisione nel settimo reggimento, divenendone poi tenente generale.
Morì nel castello di Malchow nel 1734 e venne sepolto nella cripta del Duomo di Berlino.

## Ascendenza
|                                                           |                                           |                                     | Genitori                            |  |  | Nonni |  |  | Bisnonni                           |  |  | Trisnonni                              |  |
|                                                           |                                           |                                     |                                     |  |  |       |  |  | Giovanni Sigismondo di Brandeburgo |  |  | Gioacchino III Federico di Brandeburgo |  |
|                                                           |                                           |                                     |                                     |  |  |       |  |  | Giovanni Sigismondo di Brandeburgo |  |  | Gioacchino III Federico di Brandeburgo |  |
|                                                           |                                           | Caterina di Brandeburgo-Küstrin     |                                     |  |  |       |  |  | Giovanni Sigismondo di Brandeburgo |  |  |                                        |  |
| Giorgio Guglielmo di Brandeburgo                          |                                           |                                     |                                     |  |  |       |  |  | Giovanni Sigismondo di Brandeburgo |  |  |                                        |  |
|                                                           |                                           | Anna di Prussia                     | Alberto Federico di Prussia         |  |  |       |  |  |                                    |  |  |                                        |  |
|                                                           |                                           | Anna di Prussia                     | Alberto Federico di Prussia         |  |  |       |  |  |                                    |  |  |                                        |  |
|                                                           |                                           | Anna di Prussia                     | Maria Eleonora di Jülich-Kleve-Berg |  |  |       |  |  |                                    |  |  |                                        |  |
| Federico Guglielmo I di Brandeburgo                       |                                           | Anna di Prussia                     |                                     |  |  |       |  |  |                                    |  |  |                                        |  |
|                                                           |                                           | Federico IV Elettore Palatino       | Ludovico VI del Palatinato          |  |  |       |  |  |                                    |  |  |                                        |  |
|                                                           |                                           | Federico IV Elettore Palatino       | Ludovico VI del Palatinato          |  |  |       |  |  |                                    |  |  |                                        |  |
|                                                           |                                           | Federico IV Elettore Palatino       | Elisabetta d'Assia                  |  |  |       |  |  |                                    |  |  |                                        |  |
| Elisabetta Carlotta di Wittelsbach-Simmern                |                                           | Federico IV Elettore Palatino       |                                     |  |  |       |  |  |                                    |  |  |                                        |  |
|                                                           |                                           | Luisa Giuliana di Nassau            | Guglielmo I d'Orange                |  |  |       |  |  |                                    |  |  |                                        |  |
|                                                           |                                           | Luisa Giuliana di Nassau            | Guglielmo I d'Orange                |  |  |       |  |  |                                    |  |  |                                        |  |
|                                                           |                                           | Luisa Giuliana di Nassau            | Carlotta di Borbone-Montpensier     |  |  |       |  |  |                                    |  |  |                                        |  |
| Cristiano Ludovico di Brandeburgo-Schwedt                 |                                           | Luisa Giuliana di Nassau            |                                     |  |  |       |  |  |                                    |  |  |                                        |  |
|                                                           | Giovanni di Schleswig-Holstein-Sonderburg | Cristiano III di Danimarca          |                                     |  |  |       |  |  |                                    |  |  |                                        |  |
|                                                           | Giovanni di Schleswig-Holstein-Sonderburg | Cristiano III di Danimarca          |                                     |  |  |       |  |  |                                    |  |  |                                        |  |
|                                                           | Giovanni di Schleswig-Holstein-Sonderburg | Dorotea di Sassonia-Lauenburg       |                                     |  |  |       |  |  |                                    |  |  |                                        |  |
| Filippo di Schleswig-Holstein-Sonderburg-Glücksburg       | Giovanni di Schleswig-Holstein-Sonderburg |                                     |                                     |  |  |       |  |  |                                    |  |  |                                        |  |
|                                                           |                                           | Elisabetta di Brunswick-Grubenhagen | Ernesto III di Sassonia-Grubenhagen |  |  |       |  |  |                                    |  |  |                                        |  |
|                                                           |                                           | Elisabetta di Brunswick-Grubenhagen | Ernesto III di Sassonia-Grubenhagen |  |  |       |  |  |                                    |  |  |                                        |  |
|                                                           |                                           | Elisabetta di Brunswick-Grubenhagen | …                                   |  |  |       |  |  |                                    |  |  |                                        |  |
| Sofia Dorotea di Schleswig-Holstein-Sonderburg-Glücksburg |                                           | Elisabetta di Brunswick-Grubenhagen |                                     |  |  |       |  |  |                                    |  |  |                                        |  |
|                                                           |                                           | Francesco II di Sassonia-Lauenburg  | Francesco I di Sassonia-Lauenburg   |  |  |       |  |  |                                    |  |  |                                        |  |
|                                                           |                                           | Francesco II di Sassonia-Lauenburg  | Francesco I di Sassonia-Lauenburg   |  |  |       |  |  |                                    |  |  |                                        |  |
|                                                           |                                           | Francesco II di Sassonia-Lauenburg  | Sibilla di Sassonia-Freiberg        |  |  |       |  |  |                                    |  |  |                                        |  |
| Sofia Edvige di Sassonia-Lauenburg                        |                                           | Francesco II di Sassonia-Lauenburg  |                                     |  |  |       |  |  |                                    |  |  |                                        |  |
|                                                           |                                           | Maria di Brunswick-Wolfenbüttel     | Giulio di Brunswick-Lüneburg        |  |  |       |  |  |                                    |  |  |                                        |  |
|                                                           |                                           | Maria di Brunswick-Wolfenbüttel     | Giulio di Brunswick-Lüneburg        |  |  |       |  |  |                                    |  |  |                                        |  |
|                                                           |                                           | Maria di Brunswick-Wolfenbüttel     | Edvige di Brandeburgo               |  |  |       |  |  |                                    |  |  |                                        |  |
|                                                           |                                           | Maria di Brunswick-Wolfenbüttel     |                                     |  |  |       |  |  |                                    |  |  |                                        |  |